# NGC 324
NGC 324 é uma galáxia espiral (S0-a) localizada na direcção da constelação de Phoenix. Possui uma declinação de -40° 57' 34" e uma ascensão recta de 0 horas, 57 minutos e 14,6 segundos.
A galáxia NGC 324 foi descoberta em 23 de Outubro de 1835 por John Herschel.